# Margit Schmutzer
Margit Schmutzer (* 3. Jänner 1956) ist eine ehemalige österreichische Judoka und war ein fester Bestandteil der österreichischen Nationalmannschaft. Ihr größter Erfolg war der zweite Rang bei der Europameisterschaft 1977 in Arlon. Sie kämpfte für die Vereine JGV Schuh Ski und JV Ort.

## Erfolge
- 2. Rang German Open Brühl  1979 + 72 kg
- 2. Rang Europameisterschaft Arlon 1977 + 72 kg
- 3. Rang Europameisterschaft Kerkrade 1979 + 72 kg
- 3. Rang British Open London 1981 - 66 kg
- 3. Rang German Open Jülich 1981 - 66 kg
- 3. Rang ASKÖ World Tournament Leonding  1980 - 66 kg
- 3. Rang German Open Grenzach-Wyhlen 1980 - 66 kg

- mehrfache österreichische Meisterin[2]